# Викова-Кунетицкая, Божена
Божена Викова-Кунетицкая (в девичестве Новотна; чеш. Božena Viková-Kunětická (Novotná); 30 июля 1862[…], Пардубице[…] — 18 марта 1934[…], Либочаны[…]) — чешская писательница, феминистка, общественный деятель. Стала первой женщиной, избравшейся в Чешское земельное собрание (1912).

## Биография

### Личная жизнь
Божена Новотна родилась 30 июля 1862 года в семье торговца зерном; о её матери сведений нет. Училась актёрскому мастерству под руководством выдающейся чешской актрисы Отилии Скленаровой-Малой, отказавшейся от своей карьеры после того, как в 1881 году сгорел Национальный театр. В этом же году Новотна вышла замуж за Йозефа Вика, работника сахарного завода, после чего пара переехала сначала в Угржиневес (ныне административный район Прага 22), а затем в Чешский Брод, расположенный недалеко от Праги. У них было двое детей.

### Творчество
В начале 1880-х годов Викова начала публиковать короткие рассказы в журналах «Забавные листки» (чеш. Zábavné listy) и «Театральные письма» (чеш. Divadelní listy). Свои произведения она подписывала псевдонимом Kunětická в честь национального символа — Кунетицкой горы, либо Julia Ignota (с чеш. — «Юлия Неизвестная»), X. Ignota или Ignota.
Ирония и грубый реализм, присутствующие в произведениях Виковой-Кунетицкой, сблизили её с поэтом-модернистом Йозефом Сватоплуком Махаром: он сам интересовался темой положения женщин среднего класса в обществе конца XIX века и призывал писательницу говорить об этом откровенно, с «женской точки зрения», игнорируя негативную критику её работ.
В своих более поздних романах Викова-Кунетицкая начала исследовать то, что она считала радикальными изменениями в психологии женщин среднего класса на рубеже веков. Её тексты стали резко полемичными, критикующими традиционные представления о зависимости женщин от мужчин и прославляющими независимое материнство, как, например, в романе «Minulost I» (с чеш. — «Прошлое I») или трилогии «K světlu» (с чеш. — «К свету»). Она страстно верила в женскую эмансипацию и восхваляла мать, которая предпочитает свободу лицемерным отношениям. В этих критических романах намеренно избегались традиционные построения характеров, а главные герои раскрывали скрытый кризис мужественности в современном патриархальном обществе, провоцируя публичные дебаты о свободе женщин, сущности истинного материнства и его политической роли в обществе.
Феминистские драмы Виковой-Кунетицкой хорошо принимались в широких кругах. Вдохновленная скандинавскими драматургами Генриком Ибсеном, Бьёрнстьерне Бьёрнсоном и Августом Стриндбергом, в своей пьесе «V jařmu» (с чеш. — «Под ярмом») она анализирует неравенство в браке, а в «Co bylo» (с чеш. — «Что было») изображает напряжённую семейную атмосферу, которая приводит к раскрытию измены мужа. Пьесы «Přítěž» (с чеш. — «Бремя») и «Dospělé děti» (с чеш. — «Взрослые дети») представляют собой ироничное воплощение феминистских лозунгов, которые кажутся поверхностными на фоне преувеличенного индивидуализма среднего класса. Некоторые из её пьес о супружеских отношениях — «Sběratelka starožitností» (с чеш. — «Собирательница антиквариата»), «Reprezentantka domu» (с чеш. — «Лицо дома») и «Cop» (с чеш. — «Коса») — были поставлены в театрах Вены, Дрездена, Загреба, Любляны, Москвы и Парижа.